# Bruno Silva (football, 2000)
Pour les articles homonymes, voir Bruno Silva.
Bruno da Silva Costa dit Bruno Silva, né le 28 mars 2000 à Carazinho au Brésil, est un footballeur brésilien qui évolue au poste d'attaquant à Chapecoense.

## Biographie

### Chapecoense
Bruno Silva est formé par Chapecoense. Il fait sa première apparition dans le championnat brésilien le 13 mai 2018, face à Flamengo (victoire 3-2 de Chapecoense). Le 10 juin 2018, il inscrit son premier but face à Cruzeiro, match au cours duquel son équipe s'impose par deux buts à zéro.

### Atlético Mineiro
Le 26 juin 2019, est annoncé le prêt de Bruno Silva à l'Atlético Mineiro.

## Palmarès
Chapecoense
- Championnat du Brésil de D2 (1) :
  - Champion : 2020.